# پیشتازان فضا: اولین برخورد
پیشتازان فضا: اولین برخورد (به انگلیسی: Star Trek: First Contact) فیلمی ۱۱۱ دقیقه‌ای به کارگردانی جاناتان فریکس با بازی پاتریک استوارت است که محصول سال ۱۹۹۶ ایالات متحده آمریکا است.

## داستان
در سدهٔ ۲۴، کاپیتان ژان-لوک پیکارد از کابوسی بیدار می‌شود که در آن، تجربهٔ تبدیل‌شدنش به نژاد سایبرنتیکی بورگ را—که شش سال پیش رخ داده بود—از نو تجربه می‌کند. با او از سوی ناوگان ستاره‌ای تماس می‌گیرند و به او اطلاع می‌دهند که تهدید تازه‌ای از سوی بورگ متوجه زمین شده است. طبق دستور، کشتی یواس‌اس اینترپرایز باید در منطقهٔ بی‌طرف گشت‌زنی کند، زیرا ممکن است رومولان‌ها دست به حمله بزنند. فدراسیون نگران است که پیکارد از نظر احساسی بیش از حد درگیر موضوع بورگ‌ها باشد و برای نبرد مناسب نباشد.
با اطلاع از این‌که ناوگان فدراسیون در حال شکست خوردن است، خدمهٔ اینترپرایز از دستورات سرپیچی می‌کنند و به سوی زمین حرکت می‌کنند؛ جایی که یک سفینهٔ مکعبی بورگ در برابر چندین کشتی فدراسیونی مقاومت می‌کند. اینترپرایز به‌موقع می‌رسد و به خدمهٔ یواس‌اس دیفاینت و فرماندهٔ آن، کلینگانی به نام ورف، یاری می‌رساند. پیکارد فرماندهی ناوگان را به‌دست می‌گیرد و دستور می‌دهد که آتش تمام کشتی‌ها روی نقطه‌ای به ظاهر بی‌اهمیت از مکعب بورگ متمرکز شود. پیش از نابودی مکعب، بورگ‌ها یک سفینهٔ کروی به سوی زمین پرتاب می‌کنند. اینترپرایز این کره را در حالی تعقیب می‌کند که وارد گردابی زمانی می‌شود. با ناپدید شدن کره، خدمهٔ اینترپرایز درمی‌یابند که زمین دگرگون شده و اکنون در اشغال بورگ‌هاست. آن‌ها متوجه می‌شوند که بورگ‌ها با استفاده از سفر در زمان گذشته را تغییر داده‌اند، و به همین دلیل، اینترپرایز وارد گرداب می‌شود و آن‌ها را دنبال می‌کند.
اینترپرایز صدها سال به گذشته بازمی‌گردد، به ۴ آوریل ۲۰۶۳، یک روز پیش از پرواز تاریخی ماشین وارپ که منجر به نخستین تماس بشری با موجودات فضایی می‌شود. خدمه حدس می‌زنند که بورگ‌ها قصد دارند از وقوع این تماس جلوگیری کرده و در حالی‌که زمین هنوز از جنگ جهانی سوم در حال بهبود است، بشر را در جامعه خود حل کنند. پس از نابودی کرهٔ بورگ، گروهی از خدمه به سفینهٔ وارپ زفرم کاکران به نام فینیکس در بوزمن، مونتانا منتقل می‌شوند. پیکارد دستیار کاکران، لیلی اسلون، را برای درمان به کشتی بازمی‌گرداند و خود به کشتی بازمی‌گردد و فرمانده ویلیام رایکر را در زمین باقی می‌گذارد تا پرواز فینیکس طبق برنامه پیش رود. هرچند کاکران در آینده به‌عنوان قهرمان شناخته می‌شود، اما او در حقیقت این پروژه را با انگیزهٔ مالی ساخته و تمایلی به ایفای نقش یک شخصیت تاریخی ندارد.
گروهی از بورگ‌ها به طبقات پایین اینترپرایز حمله می‌کنند، برخی از خدمه را جذب کرده و کشتی را تغییر می‌دهند. پیکارد و گروهی از خدمه برای رسیدن به موتورخانه و استفاده از گاز خورنده برای نابودی بورگ تلاش می‌کنند اما مجبور به عقب‌نشینی می‌شوند؛ در این میان اندروید دیتا اسیر می‌شود. لیلی، که وحشت‌زده است، پیکارد را با سلاح تهدید می‌کند، اما پیکارد اعتماد او را جلب کرده و هر دو با ایجاد حواس‌پرتی در هولودک، از منطقهٔ آلوده به بورگ می‌گریزند. پیکارد، ورف و ستوان هاوک با لباس فضایی به بیرون کشتی می‌روند تا جلوی استفادهٔ بورگ‌ها از صفحهٔ ناوبری برای ارسال پیام کمک را بگیرند، اما هاوک در این مأموریت جذب می‌شود. با پیشروی بورگ‌ها در کشتی، ورف پیشنهاد می‌دهد که اینترپرایز نابود شود، اما پیکارد با خشم او را ترسو خطاب می‌کند. لیلی پیکارد را به چالش می‌کشد و او را متوجه می‌کند که رفتارهایش ناشی از کینه و خاطرات تلخ گذشته با بورگ‌هاست. پیکارد از ورف عذرخواهی می‌کند و دستور فعال‌سازی خودتخریبی کشتی و انتقال خدمه به کپسول‌های نجات را صادر می‌کند؛ خودش می‌ماند تا دیتای اسیر را نجات دهد.
در حالی‌که کاکران، رایکر و مهندس جوردی لا فورج برای فعال‌سازی موتور وارپ فونیکس آماده می‌شوند، پیکارد درمی‌یابد که ملکهٔ بورگ پوست انسانی روی دیتای اندرویدی پیوند زده تا به او حس لمس بدهد—حسی که دی‌تا همواره آرزویش را داشته—و از این طریق به رمزهای امنیتی اینترپرایز دست یابد. پیکارد حاضر می‌شود خودش را به‌جای دی‌تا تسلیم بورگ کند، اما دی‌تا حاضر به فرار نمی‌شود، سیستم خودتخریبی را غیرفعال می‌کند و موشک‌هایی به سوی فونیکس شلیک می‌کند. اما در لحظهٔ آخر، موشک‌ها خطا می‌روند و ملکه درمی‌یابد که دی‌تا به او دروغ گفته است. سپس دی‌تا مخزن خنک‌کننده را منفجر می‌کند؛ بخار خورنده، اجزای زیستی بورگ و پوست تازهٔ او را از بین می‌برد.
با از میان رفتن تهدید بورگ، کاکران پرواز تاب‌پیمایی (وارپ) خود را با موفقیت انجام می‌دهد. آن شب، خدمه از دور شاهد فرود یک سفینهٔ ولکان هستند که با دیدن آزمایش وارپ به سوی زمین آمده است. کاکران از آن‌ها استقبال می‌کند. با اطمینان از اصلاح‌شدن خط زمانی، پیکارد از لیلی خداحافظی می‌کند و خدمهٔ اینترپرایز به سدهٔ ۲۴ بازمی‌گردند.